# Boris Arsenjewitsch Schilkow
Boris Arsenjewitsch Schilkow (russisch Борис Арсеньевич Шилков, wiss. Transliteration Boris Arsen'evič Šilkov; * 28. Juni 1927 in Archangelsk; † 27. Juni 2015 in Sankt Petersburg) war ein sowjetischer Eisschnellläufer.
Im Jahr 1954 wurde Schilkow sowohl Welt- als auch Europameister im Mehrkampf. Im folgenden Jahr stellte er einen Weltrekord über 5000 Meter auf, indem er die bisherige Bestzeit gleich um 18 Sekunden unterbot. Damit wurde er der erste Eisschnellläufer, der diese Strecke unter 8 Minuten lief. Bei den Olympischen Winterspielen 1956 in Cortina d’Ampezzo wurde er Olympiasieger über 5000 Meter.
Trotz seiner beeindruckenden Leistungen auf der 5000-Meter-Distanz hatte Schilkow Schwächen auf den 10.000 Metern, die ihn Titel kosteten, so etwa bei den Weltmeisterschaften 1953, 1955 und 1957, bei denen er nach drei Distanzen in Führung gelegen hatte.